# Меленск
Меленск — село в Стародубском районе Брянской области России, административный центр Меленского сельского поселения. Расположено в 13 км к северо-востоку от Стародуба на правом берегу р. Пронька.

## Население
| 2010 | 2013  |
| ---- | ----- |
| 996  | ↗1021 |

## История
Село населено не позднее конца XVII века.  
В 1689 г. передано во владение полковому сотнику Николаю Чернолузскому. В 1720 г. брат Николая Чернолузского - наказной полковник Стародубский Иван Маркович Чернолузский получил подтвердительный гетманский универсал на село Меленск. В дальнейшем представители этой фамилии жили в селе до начала XX в.
Исторически Меленск сложился как крестьянско-казачье село.  
Во второй половине 18 века население Меленска выросло почти в 1,5 раза.  
Так, например, в исповедальных ведомостях за 1759 год говорится, что в селе общая численность жителей составляла 241 человек. Они проживали в 20 дворах. А в исповедальных ведомостях за 1788 год указывается уже 346 жителей Меленска. Общее количество дворов в селе к этому году увеличилось на 6, составив 26.  
К 1831 году (по сравнению с 1788 годом) население Меленска увеличилось незначительно (до 357 человек). Но значительно больше стало дворов. Их общее количество к этому времени составлял 41 двор.  
В исповедальных ведомостях за 1759 и 1788 года крестьянское население села характеризуется как посполитые, а в исповедальных ведомостях за 1831 год - поселяне.   
Жители Меленска в исповедальных ведомостях за 1759 и 1788 года записаны без фамилий. А вот в исповедальных ведомостях первой половины 18 века ряд жителей Меленска указаны с фамилиями. В метрической книге за 1791 год все указанные в ней жители села записаны с фамилиями. В переписной книге за 1721 год у хозяев 25 дворов из 29 указаны фамилии. Таким образом, скорее всего, к концу второй половины 18 века уже у всех жителей Меленска имелись фамилии.  
Как следует из Записок Черниговского Губернского статистического комитета, вышедших в 1866 году, меленские девушки и женщины 19 века были модницами и знали толк в нарядах, выбирая самые лучшие. Они предпочитали дорогие иностранные наряды. Причем за модой следили даже старухи: 

«Женщины и девушки одеваются довольно чисто, особенно по праздникам: рубахи носят тонкие, кружельные; зимою - жёлтые кожухи, а летом - красные ситцевые юбки и такие же саяны, кроме того красные передники, юфтевые сапоги. На голову надевают красные или пестрые шелковые платки заграничного изделия, ценой в 2 рубля серебром. Старинных панёв и намоток теперь уже не видно даже и на старухах».— Записки Черниговского Губернского статистического комитета, 1866 год
.

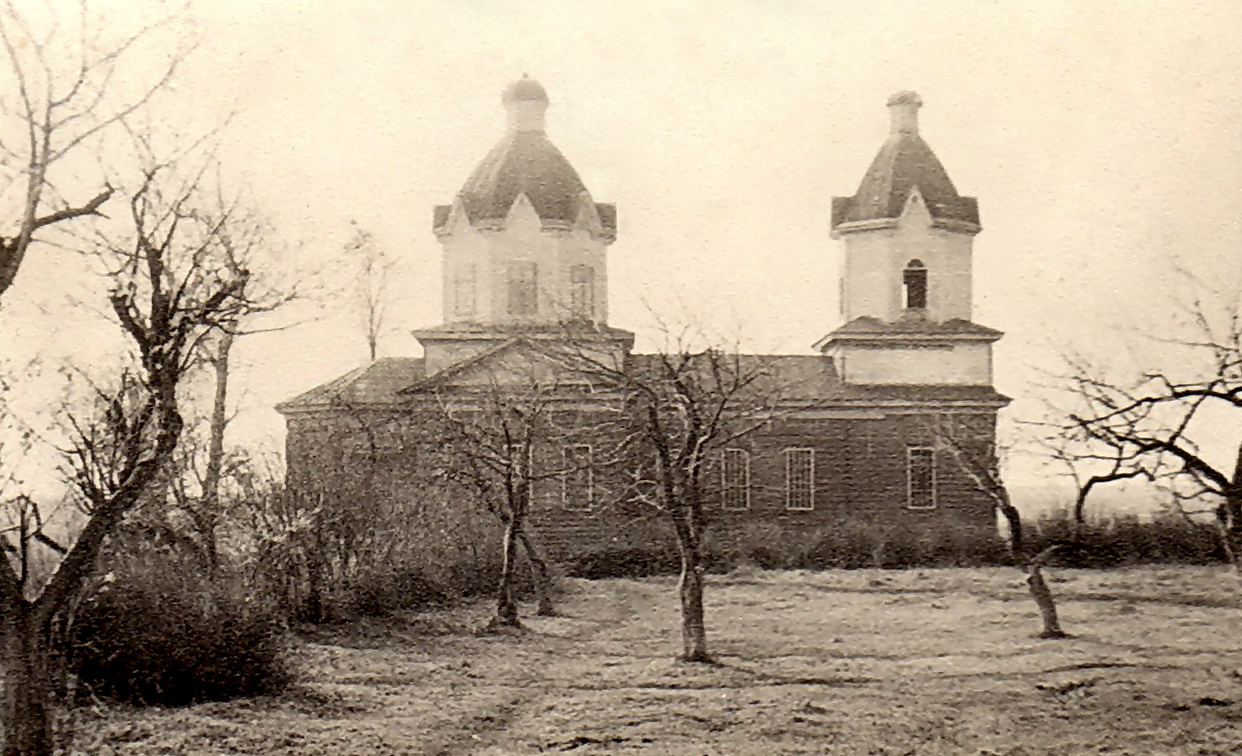
Церковь Покрова Пресвятой Богородицы, которая в свое время располагалась в Меленске

Ранее в селе был храм Покрова Пресвятой Богородицы. В настоящее время сказать точно о том, когда он был возведен не представляется возможным. Но известно, что новые здания церкви Покрова Пресвятой Богородицы строились в 1761, 1822 и 1888 годах (храм просуществовал до 1950-х гг.).
Название церкви совпадает с названием престольного праздника села Меленск, которым является Покров Пресвятой Богородицы, отмечаемый по новому (современному) стилю 14 октября.
Церковь Покрова Пресвятой Богородицы построена была самыми богатыми и знаменитыми в Меленском крае помещиками Чернолузскими. Находилась на взгорье у поворота дороги, ведущей в д. Невзорово. Была сооружена из дуба и держалась на кирпичном фундаменте. Кирпичной была и ограда высотой в два метра. Церковь Покрова Пресвятой Богородицы славилась своим большим колоколом, звон которого был слышен даже в Стародубе. Но в начале 1920-х гг. богоборческие власти вывезли из храма все ценности. Большой церковный колокол сбросили, но так как остались малые, служба продолжалась. Окончательно церковь закрыли в 1939 году. Со стен сняли обшивку, доску.
На территории церкви располагались захоронения не только священнослужителей и их ближайших родственников. Предположительно здесь находили своё упокоение все ушедшие в иной мир помещики Чернолузские. Но подверглись надруганию и захоронения. В 1946 г. в летнюю ночь склеп, в котором были погребены Василий Иванович Чернолузский и его супруга, был разграблен. Неизвестные вскрыли даже гробы. Местному населению пришлось во второй раз хоронить чету Чернолузских. В начале 1950-х годов были обнаружены могилы священника и его жены. Обложены они были кирпичом.
Когда полностью снесли деревянное строение церкви, приступили к разбору кирпичного фундамента. 6 июня 1959 года обнаружили новое захоронение. Но никаких ценностей не нашли. После опросов жителей Меленска удалось узнать, что найденная могила – захоронение одного из Чернолузских. Правда, кого именно, никто не вспомнил. Из бревен разобранного здания церкви построили школу.
В настоящее время церкви в Меленске нет.
В 1875 г. открыта земская школа.
В XIX веке действовал винокуренный и пивоваренный заводы.
С начала 19 в. село — в Яцковичской волости Стародубского уезда, к концу столетия насчитывалось 46 дворов и 278 жителей. В 1919—2005 гг. — центр Меленского сельсовета; в 1965—1986 — в Яцковичском сельсовете. 

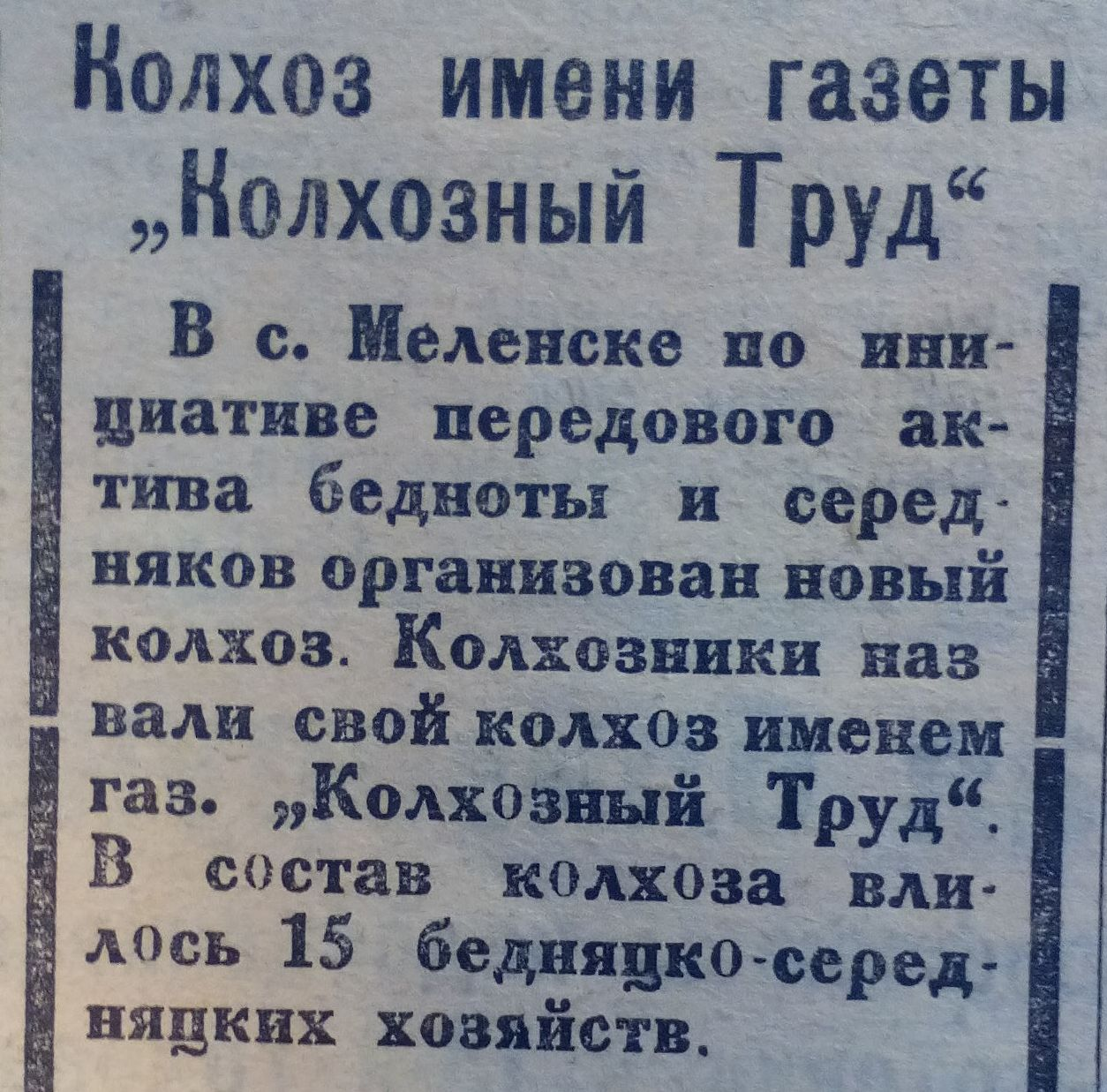
Заметка из Стародубской районной газеты "Колхозный труд" за октябрь 1930 года.

В 1930 году в Меленске было организовано коллективное хозяйство «Колхозный труд». Жители села назвали его в честь районной газеты, которая тогда называлась «Колхозный труд». 

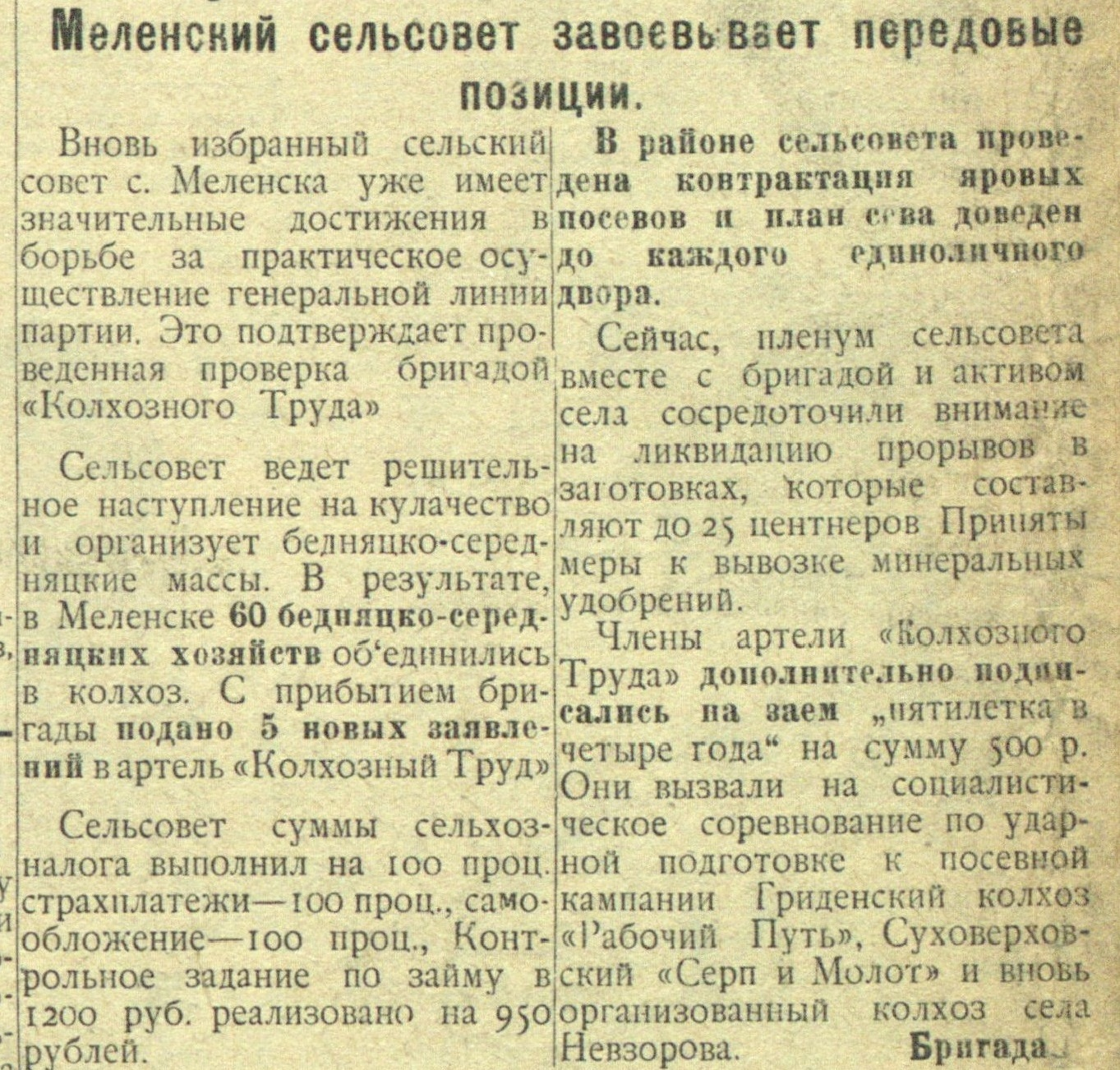
Заметка из Стародубской районной газеты "Колхозный труд" за март 1931 года

Меленский сельский совет, в который вначале 1930-х годов входили 2 населенных пункта (собственно сам Меленск и расположенная рядом Желтая Акация), как сообщала районная газета, являлся примером для подражания: 

«Блестящие образцы работы дает Меленский сельсовет».— Газета "Колхозный труд", 1931 год
. 
Как рассказывалось на страницах районной газеты, коллективизация привнесла в жизнь жизнь села новый импульс: 

 «Меленский сельсовет завоевывает передовые позиции 

Вновь избранный сельский совет с. Меленска уже имеет значительные достижения в борьбе за практическое осуществление генеральной линии партии. Это подтверждает проверка, проведенная бригадой "Колхозного труда"».— Газета "Колхозный труд", 1931 год
.

## Село сегодня
Нынешний Меленск состоит из двух частей: старой и новой. Старая часть в свою очередь делится на «концы», каждый из которых имеет собственное название, сложившееся исторически: «Шалюковка», «Село», «Казаковка» и другие.
В 1980-х гг. близ Меленска был возведен Берновичский свинокомплекс на 54 тыс. голов. Тогда же в селе были построены 2-этажные жилые дома, Дом культуры,который был построен под руководством Александра Ильюшина, торговый центр, кафе, котельная, новая школа, детский сад и административное здание совхоза «Берновичский». Совхоз с началом перестройки обанкротился. В 2003 г. его имущество было продано. Основная часть техники реализована фермерам, 10—12 % — хозяйствам, 15 % — Брянскому району. Земля была передана фермерам и сельхозпредприятиям Стародубского района.
Основная часть трудоспособного населения Меленска работает в КФХ «Богомаз» (создано 1998 г.), которое специализируется на производстве картофеля, зерновых и зернобобовых культур. В 2012 г. здесь возведено 12 крупных картофелехранилищ (каждое на 2,5 — 5 тыс. т). В 2013 г. построен логистический центр по предпродажной подготовке, хранению и отгрузке клубней.
На здешних полях собирают самые весомые урожаи «второго хлеба» в РФ (до 600 ц/га). Меленск называют неофициальной «картофельной» столицей России. На базе КФХ «Богомаз» регулярно проводятся обучающие семинары крупных международных отраслевых компаний.